# 12-Stunden-Rennen von Paris 1938

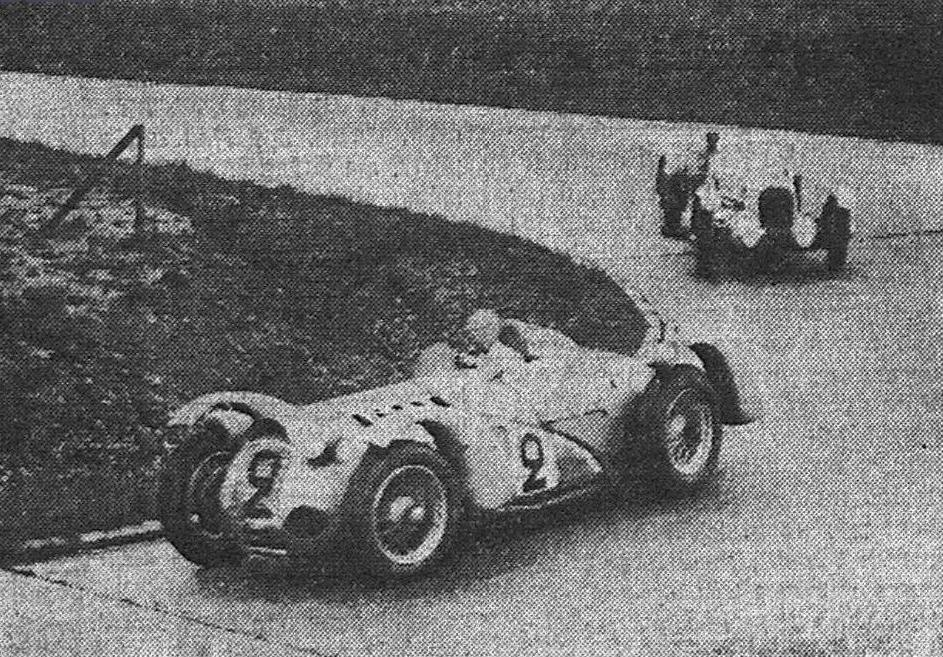
Der Delahaye 145 (vorne) von René Dreyfus und Albert Divo

Das 12-Stunden-Rennen von Paris 1938, auch 12 Heures de Paris, Montlhéry, fand am 11. September dieses Jahres auf der Rennstrecke von Montlhéry statt.

## Das Rennen
Das 12-Stunden-Rennen von Paris war ein Langstreckenrennen für Automobile der 1930er-Jahre. Wie in den Jahren davor wurde die Rennveranstaltung 1938 auf der gefährlichen und gefürchteten Steilkurvenrennstrecke von Montlhéry ausgetragen. Nach dem Zweiten Weltkrieg fand das Rennen als 1000-km-Rennen von Paris seine Fortsetzung und zählte in den 1960er-Jahren teilweise zur Sportwagen-Weltmeisterschaft.
Gemeldet waren 38 Fahrzeuge in sechs Rennklassen, von denen sich 31 Teams für das Rennen qualifizieren konnten. das Rennen gewannen die beiden Franzosen René Le Bègue und André Morel auf einem Werks-Talbot-Lago T26. Erwähnenswert ist der dritte Gesamtrang des reinen Damenteams Germaine Rouault und Anne-Cécile Rose-Itier.

## Ergebnisse

### Schlussklassement
| 1               | + 3.0 | 18 | Automobiles Talbot                       | René Le Bègue André Morel                             | Talbot-Lago T26      |    |
| 2               | + 3.0 | 12 | Louis Villeneuve                         | Louis Villeneuve René Biolay                          | Delahaye 135CS       |    |
| 3               | + 3.0 | 10 | Germaine Rouault                         | Germaine Rouault Anne-Cécile Rose-Itier               | Delahaye 135CS Coupé |    |
| 4               | + 3.0 | 28 | Eugène Chaboud                           | Eugène Chaboud Jean Prenant                           | Delahaye 135CS       |    |
| 5               | 3.0   | 32 | Fernande Roux                            | Fernande Roux Maurice Mestivier                       | Amlicar Compound     |    |
| 6               | 1.1   | 58 | Angelo Molinari                          | Angelo Molinari Adrien Alin                           | Fiat 508S Balilla    |    |
| 7               | 1.5   | 44 | P. Ferry                                 | Louis Ferry Francis Noireaux                          | Riley                |    |
| 8               | 1.1   | 70 | Suzanne Largeot                          | Suzanne Largeot Yvonne Simon                          | Simca Huit           |    |
| 9               | 750   | 82 | Guy Lapchin                              | Guy Lapchin Charles Plantivaux                        | Simca Cinq           |    |
| 10              | 1.5   | 40 | Carl de Bodard                           | Just-Émile Vernet Carl de Bodard                      | Riley                |    |
| 11              | 1.1   | 62 | Jean Brault                              | Jean Brault Gerbeaux                                  | Simca Six            |    |
| 12              | 750   | 84 | Guy Lapchin                              | Marcel Horvilleur Méré                                | Simca Cinq           |    |
| 13              | 2.0   | 34 | Hannoversche Automobilwerke              | Karl Häberle Glockner                                 | Hanomag Sport Diesel |    |
| Nicht klassiert |       |    |                                          |                                                       |                      |    |
| 14              | + 3.0 | 20 | Flevet-Bayard                            | Bayard Rocatti                                        | Bugatti              |    |
| 15              | 1.1   | 78 | Bailly                                   | Bailly Duval                                          | B.N.C.               |    |
| Ausgefallen     |       |    |                                          |                                                       |                      |    |
| 16              | + 3.0 | 2  | Ecurie Bleue                             | René Dreyfus Albert Divo                              | Delahaye 145         | 93 |
| 17              | 1.5   | 46 | Victor Polledry                          | Victor Polledry Marcel Contet                         | Aston Martin 1 1/2   | 87 |
| 18              | + 3.0 | 26 | Automobiles Talbot                       | Philippe Étancelin René Carrière                      | Talbot T26           | 86 |
| 19              | + 3.0 | 6  | Jean Trévoux                             | Jean Trévoux Yves Matra                               | Delahaye 135CS       | 75 |
| 20              | 1.1   | 64 | Gordini                                  | Amédée Gordini José Scaron                            | Simca Huit           | 58 |
| 21              | 1.1   | 60 | R. Robert                                | R. Robert Victor Camerano                             | Simca Six            |    |
| 22              | + 3.0 | 4  | George Raphaël Béthenod de Montbressieux | George Raphaël Béthenod de Montbressieux Laury Schell | Delahaye 145         | 54 |
| 23              | 1.5   | 42 | Raoul Forestier                          | Raoul Forestier Roger Caron                           | Riley                | 34 |
| 24              | + 3.0 | 22 | Henri Trintignant                        | Henri Trintignant Maurice Trintignant                 | Bugatti T57          | 28 |
| 25              | + 3.0 | 8  | Daniel Porthault                         | Yves Giraud-Cabantous Gaston Serraud                  | Delahaye 135CS       | 24 |
| 26              | 1.1   | 66 | Gordini                                  | Jean Breillet Albert Debille                          | Simca Huit           | 20 |
| 27              | + 3.0 | 24 | Joseph Paul                              | Jean Trémoulet Roger Loyer                            | Delage V12           | 14 |
| 28              | 1.5   | 48 | Tadd                                     | Alexandre Todd S. Savine                              | MG                   | 14 |
| 29              | 1.1   | 72 | Gaston Tramer                            | Gaston Tramer Emile Bourinet                          | Simca Six            | 11 |
| 30              | 3.0   | 30 | Louis Gérard                             | Louis Gérard Georges Monneret                         | Delage D6-70         | 9  |
| 31              | 2.0   | 36 | Deutsch & Bonnet                         | Charles Deutsch René Bonnet                           | DB                   | 3  |
| Nicht gestartet |       |    |                                          |                                                       |                      |    |
| 32              | + 3.0 | 14 |                                          | Joseph Chotard Georges Grignard                       | Delahaye 135CS       | 1  |

1 Unfall im Training

### Nur in der Meldeliste
Hier finden sich Teams, Fahrer und Fahrzeuge, die ursprünglich für das Rennen gemeldet waren, aber aus den unterschiedlichsten Gründen daran nicht teilnahmen.
| Pos. | Klasse | Nr. | Team           | Fahrer                       | Chassis       |
| ---- | ------ | --- | -------------- | ---------------------------- | ------------- |
| 33   | + 3.0  | 14  | Pierre Levegh  | Pierre Levegh                | Talbot T150C  |
| 34   | + 3.0  | 16  | Louis Rosier   | Louis Rosier Robert Huguet   | Talbot T150SS |
| 35   | 1.1    | 68  | Gordini        | Albert Debille               | Simca Huit    |
| 36   | 1.1    | 74  | Jacques Savoye | Jacques Savoye Pierre Savoye | Singer        |
| 37   | 1.1    | 76  | Pierre Pichard | Pierre Pichard               | Salmson       |
| 38   | 750    | 88  | M. Buffy       | M. Buffy Combalat            | Rosengart     |

### Klassensieger
| Klasse | Fahrer          | Fahrer             | Fahrzeug             | Platzierung im Gesamtklassement |
| ------ | --------------- | ------------------ | -------------------- | ------------------------------- |
| + 3.0  | René le Bégue   | André Morel        | Talbot T26           | Gesamtsieg                      |
| 3.0    | Fernande Roux   | Maurice Mestivier  | Amilcar Compound     | Rang 5                          |
| 2.0    | Karl Haeberle   | Glockner           | Hanomag Sport Diesel | Rang 13                         |
| 1.5    | Louis Ferry     | Francis Noireaux   | Riley                | Rang 7                          |
| 1.1    | Angelo Molinari | Adrien Allin       | Fiat 508S Balilla    | Rang 6                          |
| 750    | Guy Lapchin     | Charles Plantivaux | Simca Cinq           | Rang 9                          |

### Renndaten
- Gemeldet: 38
- Gestartet: 31
- Gewertet: 13
- Rennklassen: 6
- Zuschauer: unbekannt
- Wetter am Renntag: unbekannt
- Streckenlänge: unbekannt
- Fahrzeit des Siegerteams: 12:00:00,000 Stunden
- Gesamtrunden des Siegerteams: unbekannt
- Gesamtdistanz des Siegerteams: 1463,103 km
- Siegerschnitt: 121,915 km/h
- Pole Position: unbekannt
- Schnellste Rennrunde: René Dreyfus - Delahaye 145 (#2)
- Rennserie: zählte zu keiner Rennserie